# BoJack Horseman
Pour les articles homonymes, voir Horseman.
BoJack Horseman est une série télévisée d'animation américaine créée par Raphael Bob-Waksberg et diffusée entre le 22 août 2014 et le 31 janvier 2020 sur Netflix.
En France, elle est aussi diffusée depuis le 20 mai 2019 sur la chaîne payante MCM.

## Synopsis
Dans un monde parallèle où les humains et les animaux anthropomorphes vivent côte à côte, BoJack Horseman, un cheval acteur connu pour avoir joué dans une sitcom fictive des années 1990, Horsin' Around (VF : Galipettes en famille), vit à Hollywood (renommée dans la première saison "Hollywoo" après la disparition de la lettre D du panneau). Après un passage à vide de 18 ans, il s'efforce de retrouver la célébrité dans le monde hypercompétitif du show-business, et y parviendra un temps grâce à son interprétation du rôle de Secretariat dans un biopic sur la vie du célèbre cheval de course.
BoJack jongle entre une vie de débauche et des amis souvent encombrants : Princess Carolyn, tour à tour sa petite amie, son ex-petite amie et son agent ; Diane Nguyen, prête-plume de sa biographie puis amie ; Todd Chavez, qu'il héberge chez lui et se considère comme son colocataire ; et Mr. Peanutbutter, son ami et rival à la fois, héros d'une sitcom du même style et de la même époque que BoJack, mais dont la carrière a connu plus de succès.
Ses problèmes d'addiction à la drogue, à l'alcool et au sexe lui causent de nombreux déboires, et malgré la célébrité retrouvée, il demeure dépressif et s'enferme dans un cycle continuel d'autodestruction au fil des saisons; tandis que ses amis poursuivent leur propre vie.

## Personnages

### Protagonistes
- BoJack Horseman (VO : Will Arnett ; VFB : Benoît Grimmiaux) – Cheval anthropomorphique de 50 ans, il a joué dans la sitcom à succès Horsin' Around (Galipettes en famille en VF) pendant 9 ans avant l'annulation de son show. Accablé par la frustration et le dégoût de soi, il est complètement perdu et néglige sa vie depuis qu'il a perdu le succès. Il cultive son amertume et reste rancunier depuis la fin de l'émission et déteste ce qu'il est devenu. Il espère que la publication de sa biographie lui fera connaître le succès à nouveau et le sortira de l'impasse afin de réaliser son rêve : tourner l'adaptation de la vie de Secrétariat, son idole de jeunesse, poussé au suicide après avoir été banni à vie de la course professionnelle pour paris illégaux. Bojack se sent également coupable d'avoir laissé tomber son ancien associé Herb Kazzaz, chassé par la télévision après la révélation de son homosexualité alors qu'il lui avait promis un soutien public.
- Princess Carolyn (VO : Amy Sedaris ; VFB : Marcha Van Boven) – Une chatte persane rose qui se présente comme l'ex-petite amie et l'agent de BoJack, quand elle ne retombe pas dans ses bras entre-temps. Elle se targue de savoir parfaitement séparer vie professionnelle et vie privée quand il s'agit de BoJack. En réalité, sa vie professionnelle prend beaucoup de son temps, ce qui laisse sa vie privée vide par moments. Elle se sent parfois seule et vide et a une relation amour-haine avec son travail qu'elle adore, mais l'épuise parfois énormément et lui laisse peu de temps pour elle. Elle a comme profond désir d'enrichir sa vie privée et plus tard, aura le désir d'avoir un enfant. Tout au long de la série, on pourra voir à quel point elle est une gestionnaire efficace qui a tendance à vouloir aider et régler les problèmes de tout le monde, au détriment parfois des siens.
- Diane Nguyen (VO : Alison Brie ; VFB : Joséphine de Renesse) - C'est la prête-plume de BoJack. Intellectuelle incomprise qui a fui sa famille à Boston, elle se décrit comme féministe de la troisième vague. Elle et BoJack se lient d'une forte amitié, jusqu'à ce que leur relation devienne tendue après que BoJack a commencé à ressentir des sentiments pour elle. Elle a généralement un grand sens moral et une grande empathie. Au début de la série, son personnage semble avoir comme rôle de conseiller Bojack et de lui faire part de sa sagesse. Au fur et à mesure que son personnage se fait découvrir de plus en plus, elle se retrouve à affronter ses démons et mauvais choix et vit des moments plus difficiles. Sa grande empathie la rend parfois désabusée d'Hollywood et lui donne parfois une vision très pessimiste de la société puisqu'on explore les côtés sombres de l'industrie du divertissement, de la manière dont les hommes qui abusent sont protégés par l'industrie, etc. Elle trouve aussi son amitié avec Bojack difficile au fur et à mesure qu'elle découvre les actes faits par Bojack.
- Mr. Peanutbutter (VO : Paul F. Tompkins ; VFB : Bruno Georis) – Rival de BoJack via leurs rôles dans des sitcoms à succès des années 1990, est un golden retriever anthropomorphique, qui est aussi le petit ami de Diane (puis son mari). Malgré leur concurrence, il prend soin de BoJack et admire son jeu d'acteur dans Galipettes en Famille ou Horsin' Around. Son caractère est tour à tour névrosé, gai et énergique. Il doit cependant faire avec son caractère canin prononcé (il lutte pour ne pas aboyer quand quelqu'un sonne à sa porte par exemple) et se montre parfois extrêmement naïf. Mr. Peanutbutter engage Todd comme chauffeur après qu'il a perdu son permis de conduire, du fait de sa sale habitude de conduire la tête passée par la portière et de poursuivre ainsi les facteurs qu'il croise. C'est un personnage très optimiste, mais son optimisme et la façon dont il voit le meilleur chez les gens est critiqué dans la série puisque cela fait en sorte qu'il se force à ne pas vouloir savoir, à ignorer les facettes sombres d'Hollywood et à manquer de véritable empathie pour les autres. Il est aussi centré sur lui-même, il a tendance à faire les choses à sa tête et à ne pas écouter les autres et leurs désirs ce qui lui amène des difficultés dans ses relations.
- Todd Chavez (VO : Aaron Paul ; VFB : Sébastien Hébrant) – Inconditionnel fainéant sans emploi, il est arrivé chez BoJack 5 ans avant le début des événements relatés dans la série, lors d'une soirée, et n'en est jamais reparti. Il se considère comme le colocataire de BoJack. BoJack a accepté sa présence après que Todd lui a dit que ses parents l'ont mis à la porte de chez eux, n'approuvant pas son « style de vie alternatif », ayant conclu à son homosexualité alors que Todd est juste un fainéant de première catégorie. Bien que celui-ci montre constamment du mépris pour Todd, BoJack se soucie secrètement de lui en lui assurant une pérennité financière tout en sabotant ses plans pour devenir indépendant car il a peur de le perdre. Au début de la quatrième saison, Todd déclare être asexuel.

### Personnages récurrents
- Pinky Pingouin (VO : Patton Oswalt ; VFB : Benoît Van Dorslaer) – Propriétaire d'une petite maison d'édition, Pinky espère que la biographie de BoJack lui permettra de sauver son entreprise et de pouvoir récupérer son droit de garde de ses enfants. Devant l'incapacité de BoJack à tenir ses délais, il lui assigne Diane comme écrivaine fantôme espérant récupérer son investissement.

- Sarah Lynn (VO : Kristen Schaal ; VFB : Cathy Boquet (saison 1) puis Marie-Line Landerwijn (saison 2 à 6)) – Sarah a commencé sa carrière d'actrice en jouant la plus jeune fille de BoJack. Elle a toujours considéré le cheval comme étant un père de substitution hors-plateau. La fin de la série et sa puberté vont la conduire à une carrière de chanteuse pop qui va accumuler tous les excès possibles en matière de drogues et de comportements scandaleux. Son passage à ses trente ans consacre la fin de sa carrière de pop-star pour jeunes fille, ce qui réveille ses traumatismes de jeunesse où négligée par BoJack, elle a entrepris un chemin d'autodestruction ponctué de nombreux séjours en cure de désintoxication. On apprend aussi qu'elle aurait voulu être architecte en réalité. Après une courte passade sexuelle avec BoJack (qui échappe de peu à un scandale médiatique), elle se lie avec Andrew Garfield que BoJack apprécie, car son nom lui permet d'essayer de faire des blagues au sujet du chat du comics homonyme. Durant la saison 3, après que BoJack a appris qu’il n'est pas réellement nommé aux Oscars, il retrouve Sarah Lynn pour se droguer et met fin à la longue période d’abstinence de Sarah Lynn. Les deux boivent et se droguent et Sarah succombe d'une crise cardiaque alors qu’ils se trouvent tous les deux à l’Observatoire. Le rôle précis de Bojack dans cette histoire nous sera caché et ne sera révélé que vers la fin de la série.

- Herb Kazzaz (VO : Stanley Tucci ; VFB : Benoît Van Dorslaer) – Herb est l'ancien mentor de BoJack, le producteur qui a lancé sa carrière en lui décrochant son premier grand rôle dans la série Horsin' Around. Surpris avec un autre homme dans une relation homosexuelle, il est arrêté par la police. Il est ensuite lâché par sa chaîne de télévision produisant son émission qui ne veut pas avoir affaire avec un tel scandale. Demandant l'aide de BoJack pour qu'il lui permette de garder son emploi, il l'obtient mais BoJack le trahit quand la direction lui fait comprendre que la série sera annulée s'il apparait publiquement à ses côtés. Leur relation amicale s'interrompt pendant 18 ans. Ayant appris que Herb avait contracté un cancer du rectum, BoJack tente de renouer le contact et de faire amende honorable. Après avoir laissé Bojack défendre sa cause, Herb le chasse, lui déclarant qu'il ne pourra jamais pardonner une telle trahison. La décision de Herb s'explique principalement par le fait que pas une seule fois BoJack ne sera retourné le voir après qu’il fut renvoyé alors qu’il le considèrerait comme son meilleur ami voire un potentiel amoureux. Il a notamment accusé Bojack d’uniquement vouloir se sentir en paix avec lui-même en venant s’excuser. Herb parvient en début de saison 2 à se défaire de son cancer mais il meurt d'un choc anaphylactique après avoir été accidentellement enseveli sous une masse de cacahuètes.

- Vincent Adultman (VO : Alison Brie ; VFB : Marie-Line Landerwijn) (saisons 1 et 2) – Pour tout le monde, Vincent est un homme, faisant un travail d'homme. Pas pour BoJack qui est le seul à voir qu'il n'est qu'un gosse de 10 ans dissimulé sous un imperméable trop grand pour lui dans la grande tradition du slapstick et du burlesque. BoJack est consterné de voir Carolyn en être amoureuse sans comprendre sa vraie nature.

- Beatrice Horseman (VO : Wendie Malick ; VFB : Marie-Line Landerwijn) – la mère de BoJack. Fille de bonne famille, elle a connu une jeunesse difficile après la mort de son frère ainé tué en Normandie, ce qui a provoqué la lobotomisation de sa mère, incapable de faire son deuil. Elle fut contrainte d'épouser Butterscotch après que ce dernier l'a mise enceinte. Elle ne manqua jamais de dénigrer son mari et lui faire sentir son infériorité de classe et son incapacité à finir son roman à chaque occasion. Elle aussi désabusée par l'homme qu'elle a choisi de marier qui est incapable de réussir et entreprendre ses projets, la trompe constamment, est alcoolique, etc. Béatrice regrette ses choix et son amertume est souvent dirigé contre Bojack enfant. Au début de la série, Beatrice est à la retraite et vit dans une maison pour personnes âgées. Elle n'a que peu de relations avec BoJack qui lui reproche sa froideur et son inhumanité envers lui. Bojack a une relation amour-haine très intense avec elle, voulant continuellement la renier sans y parvenir complètement. Béatrice meurt de vieillesse lors de la saison 5, donnant à son fils l'occasion de prononcer un éloge funèbre à l'image de sa relation avec sa mère.

- Butterscotch Horseman (VO : Will Arnett ; VFB : Benoît Grimmiaux) – Le père de BoJack. Écrivain en devenir, Butterscotch a séduit Béatrice après avoir squatté une de ses fêtes. Attirée par son côté mauvais garçon, Béatrice a quitté ses proches pour partager sa vie avec lui malgré les disputes provoquées par les différences sociales. Butterscotch est contraint de travailler pour le père de Béatrice et de l'épouser après avoir mis Béatrice enceinte et qu'elle ait refusé d'avorter « comme les autres ». Butterscotch finit par ne plus supporter sa femme et la quitte un moment avant de revenir. C'est un père distant, manipulateur, alcoolique, joueur et qui trompait régulièrement Béatrice. Butterscotch se caractérise aussi par sa grande froideur envers BoJack, lui reprochant ses échecs mais ne le guidant pas pour l'aider à progresser. Il considère par ailleurs toute forme d'aide ou de facilité de « communiste » et de « pédérastique ». Butterscotch meurt accidentellement peu de temps après avoir fait une fille à l'aide-ménagère de sa femme alors qu'il se préparait à affronter en duel un critique qui n'avait pas aimé son livre.

- Rutabaga Rabbitowitz (VO : Ben Schwartz ; VFB : Michelangelo Marchese) (saison 2 et 3) – Lapin anthropomorphique, agent de l'entreprise où travaille Carolyn. Insatisfait dans son mariage, il songe au divorce afin de séduire Carolyn dont il est amoureux, l'aidant avec des informations qu'il est le seul à connaître afin de favoriser sa carrière.

- Tom Jumbo-Grumbo (VO : Keith Olbermann ; VFB : Benoît Van Dorslaer) – Une baleine bleue, présentateur du journal télévisé de MSNBSea. Il consacre régulièrement des flashs spéciaux sur les mésaventures des stars de Hollywood en les déformant pour provoquer le scandale et faire de bonnes audiences.

- Wanda Pierce (VO : Lisa Kudrow) (saison 2) – Hibou anthropomorphique. Wanda fut victime dans les années 1980 d'un accident qui l'a laissée dans le coma pendant trente ans. À son réveil, le monde ne semble pas avoir changé tant que cela car elle retrouve rapidement un poste de directrice de chaîne de télé. BoJack tombe amoureux d'elle au premier regard, aidé par le fait qu'elle ne l'a pas connu quand il était populaire. Il l'invite rapidement à venir vivre avec lui, ce qu'elle accepte, ne supportant plus sa sœur aînée qui reste sa seule famille. Au début de la saison 3, on apprend que Wanda est partie pour Detroit prendre un nouveau poste.

- Pickles Aplenty (VO : Hong Chau (saison 5)/ Julia Chan (saison 6)) (saison 5 et 6) – Pickles est une chienne de 20 ans et quelques travaillant au Elephante (restaurant appartenant à Bojack Horseman), rapidement elle devient la nouvelle petite amie, puis fiancée de Mr.Peanutbutter. Lorsque Mr.Peanutbutter la trompe avec Diane, son ex-femme, ils cherchent ensemble un amant pour Pickles pour réparer la faute morale de ce dernier. Ce dernier fut l'ami rappeur de Mr.Peanutbutter avec lequel elle part en tournée, mettant ainsi un terme à leur relation.

### Invités
- Margo Martindale : son propre rôle (5 épisodes)
- Dave Franco : Alexi Brosepheno (1 épisode)
- Mara Wilson : Jill Pill (4 épisodes)
- Angela Bassett : Ana Spanikopita (9 épisodes)
- Naomi Watts : son propre rôle (1 épisode)
- Jessica Biel : son propre rôle (3 épisodes)
- Felicity Huffman : son propre rôle (2 épisodes)
- Vincent D'Onofrio : son propre rôle (1 épisode)
- Henry Winkler : son propre rôle (1 épisode)
- Paul McCartney : son propre rôle (1 épisode)
- Zach Braff : son propre rôle (2 épisodes)
- Daniel Radcliffe : son propre rôle (1 épisode)
- Sharon Horgan : Courtney Portnoy (4 épisodes)
- Weird Al Yankovic : Captain Peanutbutter (3 épisodes)
- Whoopi Goldberg : Mikhaela (1 épisode saison 5, 1er épisode)

## Production et casting
C'est en 2011 que Raphael Bob-Waskberg a l'idée de BoJack the depressed talking horse, qu'il propose à son amie de lycée, alors illustratrice au New York Times, Lisa Hanawalt. Ils proposeront le projet à Netflix en 2013, qui cherche alors à élargir son catalogue après le lancement de sa première série, House of Cards.
Will Arnett prête sa voix à BoJack Horseman, le personnage principal. Le casting inclut aussi Amy Sedaris, Alison Brie, Paul F. Tompkins et Aaron Paul en guest-star.
Les critiques télévisées se sont avérées au départ très mitigées du fait de la méthodologie des critiques américaines vis-à-vis des séries Netflix qui consistait à ne regarder que les premiers épisodes d'une saison avant d'écrire un article, ce qui donne des commentaires très défavorables comme la critique de la saison 1 par le site AV.Club. Cependant, par le biais d'un bouche-à-oreille dithyrambique entre internautes, la série a trouvé un public et, après moins d'une semaine en ligne, une nouvelle saison est annoncée par Netflix pour 2015. La saison 3 rencontrant également le succès, une saison 4 est annoncée pour 2017. En septembre 2017, Netflix annonce que la série est prolongée pour une cinquième saison. La cinquième saison est sortie en septembre 2018.
Pour l'écriture de la saison 5, le créateur de la série, Raphael Bob-Waskberg, reconnait des parallèles avec l'affaire Harvey Weinstein et le mouvement #MeToo bien que l'idée principale soit apparue avant le début de l'affaire et que l'évolution des réactions du public a mené à quelques réécritures mineures.

## Épisodes

### Première saison (2014)
1. L'Histoire de BoJack, chapitre 1 (The BoJack Horseman Story, Chapter One)
2. BoJack crache sur l'armée (BoJack Hates the Troops)
3. Muffin à épines (Prickly-Muffin)
4. Zoe ou Zelda ? (Zoës and Zeldas)
5. On ne choisit pas sa famille (Live Fast, Diane Nguyen)
6. Une histoire de D (Our A-Story is a "D" Story)
7. La Grosse Dépression (Say Anything)
8. Le Télescope (The Telescope)
9. Le Sabotage (Horse Majeure)
10. Un pauvre canasson (One Trick Pony)
11. Une fin déprimante (Downer Ending)
12. Plus tard (Later)
13. Sabrina's Christmas Wish (épisode spécial Noël)

### Deuxième saison (2015)
1. Un canapé tout neuf (Brand New Couch)
2. 30 ans de retard (Yesterdayland)
3. La Chasse au trésor (Still Broken)
4. Surprise ! (After the Party)
5. Roule ma poule (Chickens)
6. Le Mot en trop (Higher Love)
7. La Face cachée d'oncle Hanky (Hank After Dark)
8. Révélations (Let's Find Out)
9. Ça tourne ! (The Shoot)
10. La Secte de l'impro (Yes And)
11. L'Escapade de L.A. (Escape from L.A.)
12. La croisière s'amuse (Out to Sea)

### Troisième saison (2016)
1. Un rêve se réalise (Start Spreading The News)
2. La Série de BoJack Horseman (The BoJack Horseman Show)
3. BoJack tue (BoJack Kills)
4. Comme un poisson hors de l'eau (Fish Out of Water)
5. L'Amour et/ou le Mariage (Love And/Or Marriage)
6. Tchak-tchak pan-pan (Brrap Brrap Pew Pew)
7. Désabonnez-moi (Stop the Presses)
8. Vieille Connaissance (Old Acquaintance)
9. La meilleure chose qui te soit jamais arrivée (Best Thing That Ever Happened)
10. C'est toi (It's You)
11. Faut pas déconner, mec ! (That's Too Much, Man!)
12. Ça s'est bien passé (That Went Well)

### Quatrième saison (2017)
1. M. Peanutbutter candidat (See Mr. Peanutbutter Run)
2. La Vieille Baraque de Sugarman (The Old Sugarman Place)
3. L'Épisode de Todd ! (Hooray! Todd Episode!)
4. Commencez la fracture hydraulique (Commence Fracking)
5. Toutes mes condoléances (Thoughts and Prayers)
6. Connard de merde (Stupid Piece of Sh*t)
7. Sous terre (Underground)
8. Le Juge (The Judge)
9. Ruthie (Ruthie)
10. Super, la vie californienne ! (lovin that cali lifestyle!!)
11. La Flèche du temps (Time's Arrow)
12. Quelle heure il est (What Time Is It Right Now)

### Cinquième saison (2018)
1. La Scène de l'ampoule (The Light bulb scene)
2. Un été de chien (The Dogs Days Are Over)
3. Obsolescence programmée (Planned Obscolescence)
4. Bojack féministe (Bojack the Feminist)
5. L'Histoire d'Amélia Earhart (The Amelia Earheart Story)
6. Le Churro gratuit (Free Churro)
7. INT. SOUS (INT. SUB)
8. Les Petites Amies de Peanutbutter (Mr. Peanutbutter's Boos.)
9. De l'histoire ancienne (Ancient History)
10. La Tête dans les nuages (Head in the Cloud)
11. Série en péril (The Showstopper)
12. Série annulée (The Stopped Show)

### Sixième saison (2019-2020)
La sixième et dernière saison est diffusée en deux parties comptant chacune 8 épisodes, la première le 25 octobre 2019 et la seconde le 31 janvier 2020.
1. Un cheval en désintox (A Horse Walks into a Rehab)
2. Le Nouveau Client (The New Client)
3. Une histoire qui fait du bien (Feel-Good Story)
4. Surprise ! (Surprise!)
5. Ce n'est pas tout à fait droit… (A Little Uneven, Is All)
6. Beaucoup de bruit pour "rein" (The Kidney Stays in the Picture)
7. L'Emblème de la dépression (The Face of Depression)
8. Un coup vite fait (A Quick One, While He's Away)
9. Études de scènes du théâtre américain (Intermediate Scene Study w/ BoJack Horseman)
10. Les bons dommages (Good Damage)
11. Des coûts irrécupérables (Sunk Cost and All That)
12. La Xérox d'une Xérox (Xerox of a Xerox)
13. La licorne lubrique (The Horny Unicorn)
14. Angela (Angela)
15. La vue au dernier clignement (The View from Halfway Down)
16. C'était bien le temps que ça a duré (Nice While it Lasted)

## Autour de la série
La série a un caractère feuilletonnant, les relations entre les personnages évoluant au fil des douze épisodes de la première saison. Chaque épisode comporte une aventure qui lui est propre mais la situation matérielle et professionnelle des personnages suit une progression tout au long de la saison.
Plusieurs parodies de chefs-d’œuvre artistiques sont visibles dans la série, comme La Naissance de Vénus qui apparaît dans le restaurant dans le premier épisode. Bojack lui-même figure ainsi sur une parodie de Portrait of an Artist (Pool with Two Figures), de David Hockney, derrière son bureau.

## Critiques
| Saison | Saison | Notes des critiques  | Notes des critiques |
| Saison | Saison | Rotten Tomatoes      | Metacritic          |
| ------ | ------ | -------------------- | ------------------- |
|        | 1      | 56 % (18 critiques)  | 59 (13 critiques)   |
|        | 2      | 100 % (17 critiques) | 90 (7 critiques)    |
|        | 3      | 100 % (21 critiques) | 89 (12 critiques)   |
|        | 4      | 97 % (16 critiques)  | 87 (5 critiques)    |
|        | 5      | 100 % (26 critiques) | 92 (5 critiques)    |
|        | 6      | 96 % (49 critiques)  | 93 (14 critiques)   |

### Saison 1
La première saison de la série se voit dotée d'un 59/100 par le site Metacritic, fondé sur 13 critiques, indiquant « critiques mitigées ou moyennes ». Rotten Tomatoes lui accorde 56 % de satisfaction, selon l'avis de 18 critiques. Les votants estimant la série « drôle par moments, mais fade par rapport aux autres séries du même style. ».
Cependant, la seconde moitié de la saison reçoit des critiques beaucoup plus positives. Ben Travers de Indiewire estime qu'une raison possible des commentaires mitigés sur le show vient du fait que les critiques se fondent seulement sur la première moitié de la saison, alors que la seconde moitié change radicalement de ton et développe un sens plus sombre et plus profond. Ce changement est tellement drastique qu'il donne lieu à un changement de politique chez Indiewire qui décide d'effectuer des critiques uniquement sur des saisons entières de séries sur Netflix, au lieu de seulement se fonder sur les six premiers épisodes, ce qui expliquerait la note C+ de BoJack Horseman.
La série a commencé avec un succès moyen sur Netflix mais le bouche à oreille favorable et l'accroissement de l'audience ont convaincu le groupe de commander trois semaines après son lancement une seconde saison sortie en juin 2015.

### Saison 2
Sur Rotten Tomatoes la deuxième saison obtient une cote d'approbation de 100%, sur la base de 17 critiques, avec une note moyenne de 8,9/10. La critique consensuelle du site indique « BoJack Horseman trouve vraiment son sens dans cette saison 2, évoluant vers une comédie ambitieuse qui mélange sensiblement l'humour avec du drame sombre et nuancé ». Sur Metacritic, la saison réalise un score de 90/100, sur la base de 7 critiques, signifiant « acclamation universelle ».
Le critique de divertissement Marc Snetiker écrit : « BoJack has become one of TV’s best meta-skewers of Hollywood »[réf. nécessaire].

### Saison 3
Grâce au succès continu de la série, une troisième saison, composée elle aussi de douze épisodes, est sortie en 2016.
Rotten Tomatoes donne à la troisième saison un taux d'approbation de 100%, sur la base de 23 avis, avec une note moyenne de 9,2/10 et résume « la troisième saison de BoJack Horseman poursuit sa série comme l'un des plus drôles et plus déchirants spectacles à la télévision ». Sur Metacritic, la saison reçoit un score de 89 sur 100, fondé sur 12 commentaires, indiquant « acclamation universelle ».
Le quatrième épisode de cette saison est considéré comme l'un des meilleurs de la série et l'un des meilleurs épisodes de l'année 2016,,. Time Magazine le classe à la première place des meilleurs épisodes télévisés de 2016.

### Saison 4
Rotten Tomatoes donne à la quatrième saison un taux d'approbation de 94%, sur la base de 16 avis, avec une note moyenne de 8,93/10.
IGN donne une note de 8,7/10, soulignant que la série « réaffirme sa façon de mettre en lumière dans les parts les plus sombres de la vie » mais cette saison 4 qui multiplie les arcs narratifs « donne certains des meilleurs moments de la série et d'autres qui ne défendent pas leur place. » IndieWire considère le 11e épisode, Time's Arrow, qui montre les souvenirs de la mère de BoJack rendus confus par la démence, comme le meilleur de la saison,.

### Saison 5
Cette saison est encore très bien reçue par la critique. Le sixième épisode, Free Churro, centré presque exclusivement sur BoJack improvisant un discours lors des funérailles de sa mère, est remarqué par la critique,.
Pour Marie Turcan de Numerama, la saison 5 pousse son côté méta pour faire une auto-critique : « En quelques phrases, le cheval-star résume l’intention de ses créateurs : montrer qu'ils ont conscience de leur propre message. Où l’on réalise au passage que l’équilibre entre positionnement politique assumé et discours moralisateur est beaucoup plus difficile à trouver qu’il n’y paraît. » Elle reproche cependant de délaisser certains arcs narratifs mis en place.

### Saison 6
Rotten Tomatoes donne à la sixième saison un taux d'approbation de 96 %, sur la base de 49 critiques, avec une note moyenne de 9,2/10 et résume « Douce-amère et brillante jusqu'à la fin, la dernière saison de BoJack Horseman parvient à continuer de surprendre ses téléspectateurs avec son empathie et sa profondeur, solidifiant sa place comme l’une des meilleures offres télévisuelles ». Sur Metacritic, la saison reçoit un score de 93 sur 100, fondé sur six critiques, indiquant des « acclamations unanimes ».